# SS Андромеды
SS Андромеды (лат. SS Andromedae), HD 218942 — одиночная переменная звезда* в созвездии Андромеды на расстоянии приблизительно 1592 световых лет (около 488 парсеков) от Солнца. Видимая звёздная величина звезды — от +11,4m до +10m.

## Характеристики
SS Андромеды — красный яркий гигант, пульсирующая полуправильная переменная звезда типа SRC (SRC) спектрального класса M6II, или M4, или M7II*, или M8, или Mc. Масса — около 0,532 солнечной, радиус — около 437,83 солнечных, светимость — около 622 солнечных. Эффективная температура — около 3296 К.

## Планетная система
В 2019 году учёными, анализирующими данные проектов HIPPARCOS и Gaia, у звезды обнаружена планета.